# Xã Davis, Quận Kittson, Minnesota
Xã Davis (tiếng Anh: Davis Township) là một xã thuộc quận Kittson, tiểu bang Minnesota, Hoa Kỳ. Năm 2010, dân số của xã này là 30 người.